# Sylvain Duthu
Sylvain Duthu, né le 20 février 1988 à Bagnères-de-Bigorre (Hautes-Pyrénées), est un auteur-compositeur-interprète français. Il est l'un des membres fondateurs du groupe Boulevard des Airs, dont il est le compositeur et le chanteur jusqu’en 2022.

## Biographie
À l'âge de cinq ans, Sylvain Duthu commence le solfège à l'école de la Boîte à Musiques de Soues (Hautes-Pyrénées). Il y choisit comme instrument de prédilection le piano mais passe aussi quelques années derrière la batterie de l'orchestre de l'école. C'est à cette époque-là qu'il rencontre un autre élève musicien, pianiste, Laurent Garnier (bassiste de Boulevard des Airs).
C'est également à Soues qu'il est scolarisé (maternelle et primaire) et qu'il pratique le football au sein du club de Soues Cigognes Football Club. Il écrit et compose ses premières chansons à l'âge de 12 ans. Il fait ses premiers pas sur scène, lors des fêtes de fin d'année de l'école de musique ou dans les MJC du département. Il arrête complètement le football en 2000 pour créer son premier groupe de reprises, Oxymore, avec Laurent Garnier. Il poursuit sa scolarité à Tarbes au collège Victor Hugo, puis au Lycée Marie Curie. C'est là qu'il rencontre Florent Dasque en 2004. Ensemble, ils créent le groupe Boulevard des Airs, composé d'amis du lycée. Entre 2011 et 2021, le groupe sort cinq albums studio et se produit en France, en Allemagne, en Espagne, en Amérique latine et au Japon, et a notamment remporté une Victoire de la musique en 2019 dans la catégorie « Chanson originale de l'année » avec le titre Je me dis que toi aussi lors de la 34e cérémonie des Victoires de la musique.
En parallèle, Sylvain Duthu écrit et compose pour d'autres. Il a co-écrit et joué une pièce de théâtre musicale jeune public.
Il s'essaie aux arts visuels en tant que co-scénariste de plusieurs clips de Boulevard des Airs (Cielo ciego, San Clemente, Emmène-moi) et en tant que photographe amateur.
Il écrit et coréalise avec sa compagne Julie Prouha tous les clips issus de son album solo 15h22 (Prologue, Les jours qui restent, Le plissement de l'oeil, ...)
15h22 est également, et d'abord, un de ses projets photographiques.
Le 8 mars 2023, Sylvain Duthu signe pour son premier album solo avec le label Tôt ou tard qui sort le 6 septembre 2024. L'album s'intitule 15h22.

## Discographie

### Avec Boulevard des Airs
- 2011 : Paris-Buenos Aires (Sony Music)
- 2013 : Les Appareuses Trompences (Sony Music)
- 2015 : Bruxelles (Columbia)
- 2017 : Je me dis que toi aussi (Columbia)
- 2021 : Loin des yeux (Columbia)

### Collaborations au sein de Boulevard des Airs
- 2015 : Argent trop cher, reprise sur l'album Ça c'est vraiment nous / Tribute to Téléphone
- 2017 : La déclaration (remix) avec Debout sur le zinc
- 2017 : Le Bagad de Lann-Bihoué avec le Bagad de Lann-Bihoué sur l'album Breizh eo ma bro !
- 2019 : Tous les deux avec Patrick Bruel sur la réédition de son album Ce soir on sort...
- 2020 : Sa beauté avec Madame Monsieur sur leur album Tandem
- 2021 : Le groupe reprend douze chansons de son répertoire en duos avec L.E.J, Lola Dubini, Vianney, Claudio Capéo, Gauvain Sers, Tibz, Yannick Noah, Doya, Patrick Bruel, Tryo, et Lunis.

### Collaborations à titre individuel
- 2012 : Jusque demain, en duo avec Acorps de Rue sur leur album Paroles d'amis.
- 2017 : Ce n'est rien (Julien Clerc), accompagné par Vincent Peirani, reprise sur l'album Accordéons-nous.
- 2018 : Maman Noël, en duo avec Aldebert sur son album 10 ans d'enfantillages !.
- 2018 : J'ai 10 ans, en collégiale avec Aldebert et tous ses invités sur l'album 10 ans d'enfantillages !.
- 2020 : Dancing Girl, co-écrit et interprété en duo avec Babylon Circus sur leur album State of Emergency.
- 2020 : Ce que l'on s'aime XXV, en duo avec Tryo sur leur album XXV.
- 2020 : Baltique, reprise pour The totale of la Bande à Renaud.
- 2021 : Ici ou là-bas[4],[5] co-écrit et co-composé avec Tibz, HugoLab et Jules Jaconelli, et interprété en duo sur l'album Tout ce qu'on laisse de Tibz.
- 2021 : Ma blague, en duo avec Le Clandestin[6].
- 2022 : Madeleine bas-de-laine, en duo avec Tété sur son album de duos À la faveur des rencontres.
- 2023 : Garder le cap, co-écrit et co-composé avec Tibz et Hugo Lab, interprétée par Tibz. La chanson, née durant un trek dans le désert du Sahara (Trek'in Gazelles), est sortie sur le label indépendant Mahaut Records.

### Participations
- 2018 : Auteur et co-compositeur avec Boulevard des Airs du titre Et toi de Claudio Capéo sur l'album Tant que rien ne m'arrête.
- 2019 : Auteur du titre Viens, écrit avec Boulevard des Airs, de Yannick Noah sur son album Indigo.
- 2019 : écrit et compose avec Tibz et Hugo Lab le titre À côté de toi, arrangé et réalisé par Boulevard des Airs, qui devient l'hymne des Enfoirés 2020[7].
- 2021 : co-compositeur avec Tibz et Jules Jaconelli du titre De couleurs vives[8], écrit par Julie Prouha, présent sur l'album Isa de Zaz.
- 2021 : co-auteur et co-compositeur avec Tibz et Alban Lico du titre On partira (Tout ce qu'on laisse) sur l'album de Tibz Tout ce qu'on laisse[9].
- 2021 : co-auteur et co-compositeur avec Tibz et Jules Jaconelli du titre Quand tu me prenais la main sur l'album de Tibz Tout ce qu'on laisse.
- 2021 : co-auteur et co-compositeur avec Tibz et Jules Jaconelli du titre À la folie sur l'album Sans filtre de Carla.
- 2021 : co-auteur et co-compositeur avec Les Frangines du titre Notes des Frangines sur leur album homonyme[10],[11],[12].
- 2021 : co-auteur et co-compositeur avec Vincha et Eyal du titre Un mec normal d'Eyal sur son EP homonyme[13].
- 2022 : co-auteur et co-compositeur avec Tibz et Vincè Colonna du titre Rendez-vous sur l'album Libertà Lolita ! de La Petite culotte.
- 2022 : co-auteur avec Eyal et Céphaz du titre Ne te retourne pas (écrit avec Boulevard des Airs) de Céphaz sur son album L'Homme aux mille couleurs[14].
- 2022 : co-auteur et co-compositeur avec Vincha, Laurent Lamarca, Hugo Lab et Jules Jaconelli du titre Un pas de côté sur l'album La Marfée de Yannick Noah.
- 2023 : co-auteur et co-compositeur avec Vincha et Jules Jaconelli du titre C'est la danse sur l'album Equilibre de Keen'V
- 2024 : co-auteur et co-compositeur avec Jules Jaconelli, Tibz et Esmée des titres Vers les jours heureux et Pas de doute sur l'album Vers les jours heureux d'Esmée.

## Théâtre
En 2018, Sylvain Duthu co-écrit et joue dans la pièce jeune-public Quand j'étais petit, j'étais une limace, avec la comédienne et metteuse en scène Fanny Violeau. Entre la pièce de théâtre et la comédie musicale, sur scène, ils sont accompagnés au piano par Julien Grassen Barbe (pianiste, écrivain) et à la batterie par Fabien Duscombs (batteur, improvisateur, au sein notamment du Tigre des Platanes, Bedmakers, Mocking Dead Bird, Cannibales et Vahinés),. 
Le spectacle est produit par Le Parvis, scène nationale Tarbes Pyrénées ; il est joué pour la première fois au Théâtre des Nouveautés de Tarbes de Tarbes en mai 2018. Il est programmé notamment à La Rochelle lors du festival des Francofolies (Francos Junior) et à Paris, au théâtre Monfort, lors du festival de La Grande Échelle.

## Photographie
Entre 2015 et 2017, de ses voyages, notamment au Maroc et au Kazakhstan, Sylvain Duthu tire une série de photographies prises en double ou triple exposition. Intitulée Impressions touristiques, la série sera exposée plusieurs fois, notamment à Bagnères-de-Bigorre lors du Phaart en 2017 et à Nantes pour le festival Atout Sud en 2020.